# Johannes Komnenos Dukas

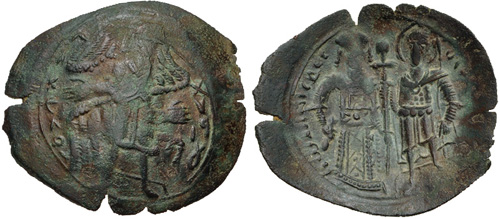
Billon-Trachy-Münze des Johannes Komnenos Dukas als Kaiser von Thessaloniki

Johannes Komnenos Dukas (mittelgriechisch Ἰωάννης Κομνηνός Δούκας; † 1244) war von 1237 bis zu seinem Tod Herrscher von Thessaloniki.

## Leben
Johannes war der älteste Sohn von Theodoros I. Komnenos Dukas und Maria Petraliphaina. Somit war er väterlicherseits ein Ururenkel des byzantinischen Kaisers Alexios I. Komnenos und der Irene Dukaina. Sein Vater herrschte seit 1215 über den byzantinischen Nachfolgestaat Epirus und beanspruchte nach der Eroberung des lateinischen Königreich Thessaloniki 1224 den Kaisertitel in Rivalität zu Johannes III. Dukas Batatzes, dem Herrscher des Kaiserreichs Nikaia.
Nach der vernichtenden Niederlage in der Schlacht von Klokotniza am 9. März 1230 geriet Johannes zusammen mit seinen Eltern und Geschwistern in bulgarische Gefangenschaft. Als seine Schwester Irene 1237 in Tarnowo den verwitweten bulgarischen Zaren Iwan Assen II. heiratete, wurde Johannes zusammen mit seinem zwischenzeitlich geblendeten Vater Theodoros und seinem jüngeren Bruder Demetrios freigelassen. Sie kehrten nach Thessaloniki zurück, wo sie eine Revolte gegen Theodoros’ Bruder Manuel Komnenos Dukas anstifteten, der die Stadt seit 1230 de facto als bulgarischer Vasall regierte. Manuel wurde gestürzt und Johannes von seinem Vater als neuer Herrscher über Thessaloniki eingesetzt.
Der abgesetzte Manuel bemächtigte sich 1239 mit Unterstützung des Kaiserreichs Nikaia Thessaliens. Um einen blutigen Bruderkampf zu vermeiden, boten Johannes und Theodoros Verhandlungen an: Beide Parteien einigten sich, die Herrschaft auf der Grundlage des Status quo zu teilen. Spätestens beim Tode Iwan Assens II. 1241 und dem daraus resultierenden Wegfall der bulgarischen Suzeränität über Thessaloniki nahm Johannes, wie schon sein Vater vor ihm, den Titel Basileus an. 
Die wiederauflebenden imperialen Ambitionen der epirotischen Herrscherdynastie riefen Kaiser Johannes III. auf den Plan, dessen Politik auf eine Restauration des im Vierten Kreuzzug 1204 zerschlagenen byzantinischen Reiches abzielte. Er lud Theodoros zu einer Konferenz ein, ließ ihn festnehmen und setzte 1242 eine Belagerungsarmee gegen Thessaloniki in Marsch. Auf Zureden seines von Johannes III. als Unterhändler zu ihm gesandten Vaters willigte Johannes Komnenos Dukas ein, die Suzeränität Nikaias anzuerkennen, den Kaisertitel abzulegen und sich mit der Despotenwürde zu begnügen, die auch sein Bruder Demetrios erhielt.
Johannes Komnenos Dukas zeigte wenig Begabung für die Regierungsgeschäfte; seine Neigung galt vielmehr religiösen Dingen, verbunden mit dem Wunsch, selbst Kleriker zu werden. Nach seinem Tod 1244 herrschte Demetrios über Thessaloniki, bis die Stadt 1246 von Johannes III. dem expandierenden Kaiserreich Nikaia einverleibt wurde.